# Pacourina edulis
Pacourina edulis Aubl., 1775 è una pianta angiosperma dicotiledone della famiglia delle Asteraceae. È l'unica specie del genere Pacourina Aubl., 1775 (nonché della sottotribù Pacourininae H. Rob., 1999) appartenente alla tribù Vernonieae (sottofamiglia Vernonioideae).

## Etimologia
Il nome scientifico di questa specie (e del suo genere) è stato definito per la prima volta dal farmacista, botanico ed esploratore francese Jean Baptiste Christophore Fusée Aublet (1720 - 1778) nella pubblicazione "Histoire des plantes de la Guiane françoise " (Hist. Pl. Guiane 2: 800) del 1775. La sottotribù Pacourininae è stata definita dal botanico americano Harold Ernest Robinson (1932 -) in una pubblicazione del 1999.

## Descrizione
Pacourina edulis ha un portamento erbaceo subacquatico e può raggiungere una lunghezza di 1 -2 metri con fusti spessi 1 – 3 cm. La superficie è ricoperta da minuti peli semplici.
Le foglie lungo il caule sono disposte in modo alternato con forme da largamente ellittiche a ovate e un picciolo lungo 2 – 3 cm. La lamina delle foglie si restringe alla base; i margini sono dentato-spinosi; le venature sono di tipo pennato. La consistenza è carnosa. Dimensioni delle foglie: larghezza 1 – 5 cm; lunghezza 10 – 20 cm.
Le infiorescenze sono formate da singoli grandi capolini sessili in posizione ascellare circondati da grandi foglie intere. I capolini sono composti da un involucro campanulato formato da diverse brattee che fanno da protezione al ricettacolo sul quale s'inseriscono i fiori tubulosi. Le brattee dell'involucro sono circa 50 dispose su 3 serie in modo embricato; la forma varia da strettamente ovata a ampiamente ovato-oblunga (all'apice sono dilatate), sono colorate di verde con i margini biancastri e scariosi. Il ricettacolo è privo di pagliette. Dimensione dei capolini: larghezza 1 – 2 cm; lunghezza 1 – 2 cm. Dimensione delle brattee: larghezza 6 – 8 mm; lunghezza 7 – 20 mm
I fiori (circa 50 e più per capolino) sono tetra-ciclici (ossia sono presenti 4 verticilli: calice – corolla – androceo – gineceo) e pentameri (ogni verticillo ha in genere 5 elementi).  I fiori sono inoltre ermafroditi e actinomorfi (raramente possono essere zigomorfi).
- Formula fiorale:

*/x K {\displaystyle \infty }, [C (5), A (5)], G 2 (infero), achenio
Calice: i sepali del calice sono ridotti ad una coroncina di squame.
Corolla: i lobi della corolla sono sclerificati all'apice; il colore è lavanda. La corolla è lunga 11 mm con lobi lunghi 4 – 5 mm.
Androceo: gli stami sono 5 con filamenti liberi e distinti, mentre le antere sono saldate in un manicotto (o tubo) circondante lo stilo. Le code delle antere sono dentate e prive di ghiandole; le appendici delle antere sono sclerificate e glabre. Il polline è triporato (con tre aperture di tipo isodiametrico o poro) e la parte più esterna dell'esina è sollevata a forma di creste e depressioni. Lunghezza delle antere: circa 6,5 mm.
Gineceo: lo stilo è filiforme e privo di nodi. Gli stigmi dello stilo sono due divergenti.  L'ovario è infero uniloculare formato da 2 carpelli. Gli stigmi hanno la superficie stigmatica interna. Lunghezza degli stigmi: 6 – 7 mm.
I frutti sono degli acheni con pappo. Gli acheni, formati da 10 coste (nei solchi sono presenti dei tessuti idioblasti), hanno delle pareti di sughero; la fitomelanina e i rafidi non sono presenti. Il pappo è formato da brevi setole decidue e squamelle più esterne persistenti. Dimensione degli acheni: larghezza 1,5 - 2,0 mm; lunghezza 8 – 10 mm. Lunghezza delle setole: 2 – 3 mm. Lunghezza delle squamelle: 0,3 mm.

## Biologia
- Impollinazione: l'impollinazione avviene tramite insetti (impollinazione entomogama tramite farfalle diurne e notturne).
- Riproduzione: la fecondazione avviene fondamentalmente tramite l'impollinazione dei fiori (vedi sopra).
- Dispersione: i semi (gli acheni) cadendo a terra sono successivamente dispersi soprattutto da insetti tipo formiche (disseminazione mirmecoria). In questo tipo di piante avviene anche un altro tipo di dispersione: zoocoria. Infatti gli uncini delle brattee dell'involucro si agganciano ai peli degli animali di passaggio disperdendo così anche su lunghe distanze i semi della pianta.

## Distribuzione e habitat
Le piante di questa specie sono distribuite nell'America centrale e meridionale e nel sud dell'Argentina. L'habitat è quello tipico amazzonico fino ad una altitudine di circa 500 m s.l.m..

## Tassonomia
La famiglia di appartenenza di questa voce (Asteraceae o Compositae, nomen conservandum) probabilmente originaria del Sud America, è la più numerosa del mondo vegetale, comprende oltre 23.000 specie distribuite su 1.535 generi, oppure 22.750 specie e 1.530 generi secondo altre fonti (una delle checklist più aggiornata elenca fino a 1.679 generi). La famiglia attualmente (2021) è divisa in 16 sottofamiglie.

### Filogenesi
Le specie appartiene alla tribù Vernonieae Cass. della sottofamiglia Vernonioideae Lindl.. Questa classificazione è stata ottenuta ultimamente con le analisi del DNA delle varie specie del gruppo. Da un punto di vista filogenetico in base alle ultime analisi sul DNA la tribù Vernonieae è risultata divisa in due grandi cladi: Muovo Mondo e Vecchio Mondo. Questa specie appartiene al clade relativo all'America.
In precedenza la tribù Vernonieae, e quindi la sottotribù (Pacourininae) di questo genere, era descritta all'interno della sottofamiglia Cichorioideae.
I caratteri distintivi per la specie di questo genere ( Pacourina) sono:
- le piante sono acquatiche;
- il polline è triporato.

### Sinonimi
I sinonimi della specie sono:
- Acilepis cirsiifolia Spreng.
- Calea sessiliflora  Stokes
- Haynea edulis  (Aubl.) Willd.
- Pacourina cirsiifolia  Kunth
- Pacourina edulis var. spinosissima  Britton
- Pacourinopsis dentata  Cass.
- Pacourinopsis integrifolia  Cass.
- Vernonia cirsiifolia  (Kunth) Steud.
- Vernonia edulis  (Aubl.) Steud.

I sinonimi del genere sono:
- Haynea  Willd.
- Pacourinopsis  Cass.